# Jensen Beach
Jensen Beach is een plaats (census-designated place) in de Amerikaanse staat Florida, en valt bestuurlijk gezien onder Martin County.

## Demografie
Bij de volkstelling in 2000 werd het aantal inwoners vastgesteld op 11.100.

## Geografie
Volgens het United States Census Bureau beslaat de plaats een oppervlakte van
21,1 km², waarvan 18,8 km² land en 2,3 km² water.

## Plaatsen in de nabije omgeving
De onderstaande figuur toont nabijgelegen plaatsen in een straal van 8 km rond Jensen Beach.